# Kai-to

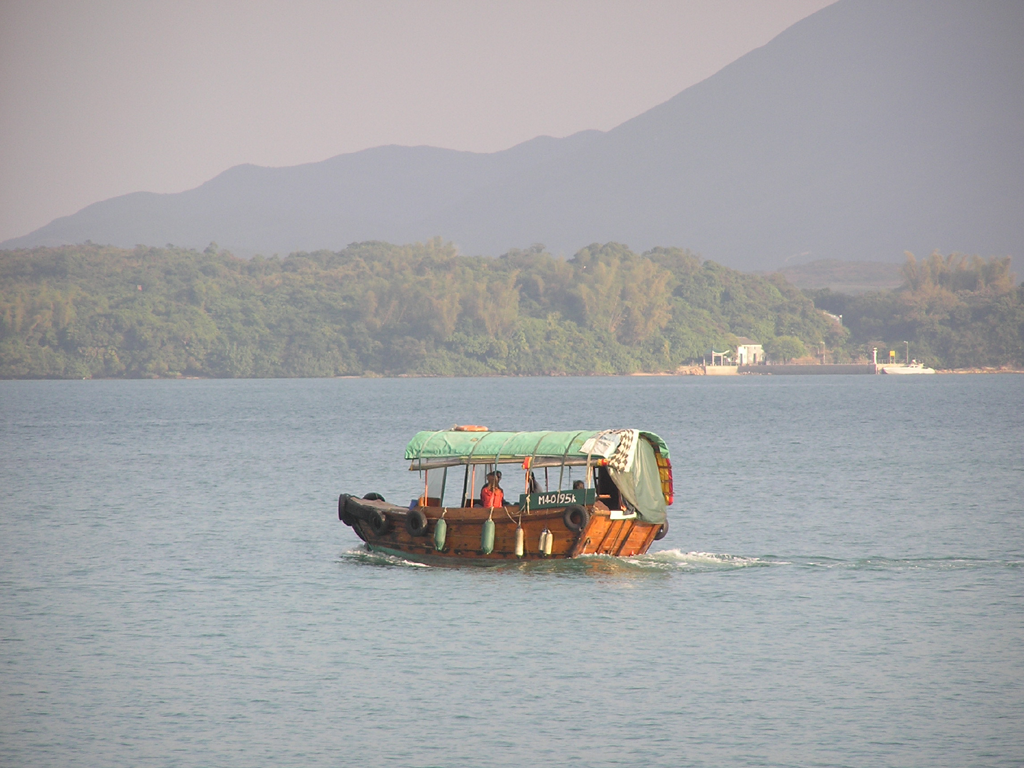
Kai-to transportująca pasażerów na wyspu oddalone od półwyspu Sai Kung.

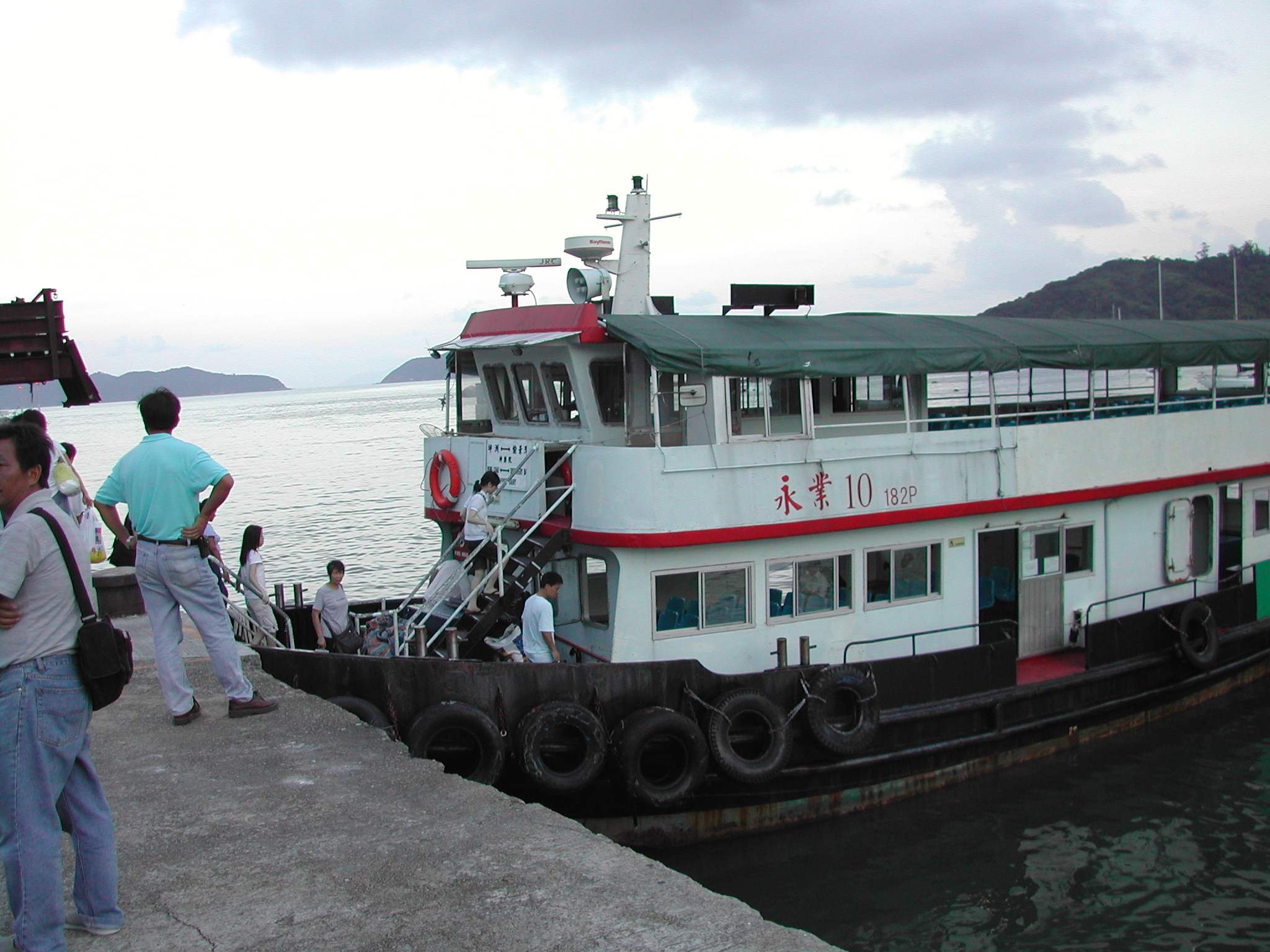
Nieco większa kai-to pływająca na wyspie Peng Chau.

Kai-to (tradycyjne pismo chińskie 街渡) - typ niewielkiego zmotoryzowanego promu w Hongkongu przede wszystkim wykorzystywanego do transportu pasażerów pomiędzy mniejszymi wyspami oddalonymi od wysp Lantau, Peng Chau, Cheung Chau, Lamma oraz do transportu do osad znajdujący się wokół zatok takich jak: Tolo Harbour, Double Haven, Port Shelter.
Obecnie kai-to pływają na około 78 trasach. 

## Operatorzy
- Peng Chau Kaito Ltd.
- Lum Gay Kaito (林記街渡)
- Ma Wan Kaito (馬灣街渡)